# Mutěnín
Mutěnín (německy Muttersdorf) je obec v okrese Domažlice v Plzeňském kraji. Leží v úpatí Českého lesa, nedaleko hranice s Bavorskem. Obcí protéká Starý potok, dříve Goldbach. Kousek od obce prochází Železniční trať Domažlice – Planá u Mariánských Lázní, na níž je pro její obyvatele zřízena stejnojmenná zastávka na znamení. V obci žije 264 obyvatel.

## Historie
První písemná zmínka o vesnici pochází z roku 1253.

## Obyvatelstvo
| Rok            | 1869  | 1880  | 1890  | 1900  | 1910  | 1921  | 1930  | 1950 | 1961 | 1970 | 1980 | 1991 | 2001 | 2011 | 2021 |
| -------------- | ----- | ----- | ----- | ----- | ----- | ----- | ----- | ---- | ---- | ---- | ---- | ---- | ---- | ---- | ---- |
| Počet obyvatel | 1 721 | 1 794 | 1 778 | 1 726 | 1 777 | 1 665 | 1 533 | 624  | 617  | 489  | 343  | 245  | 230  | 255  | 256  |
| Počet domů     | 242   | 267   | 265   | 268   | 274   | 284   | 314   | 278  | 150  | 110  | 94   | 109  | 115  | 117  | 125  |

## Obecní správa
Mezi lety 1850–1985 Mutěnín byl městysem a později obcí v okrese Horšovský Týn (1850–1950) (v letech 1850–1910 Horšův Týn) a později v okrese Domažlice. Od 1. července 1985 do 23. listopadu 1990 patřil jako část města k Hostouni a od 24. listopadu 1990 je opět samostatnou obcí.

### Části obce
- Mutěnín (k. ú.Mutěnín)
- Erazim (v k. ú. Mutěnín)
- Ostrov (k. ú. Mutěnín, Bezvěrov I a Bezvěrov II)
- Starý Kramolín (k. ú. Mutěnín)

### Obecní symboly
Znak obce je historický, vlajka byla obci udělena rozhodnutím předsedy Poslanecké sněmovny Parlamentu České republiky dne 8. listopadu 2016.

## Pamětihodnosti
- Kostel svatého Bartoloměje
- Socha svatého Jana Nepomuckého před vesnicí
- Socha Panny Marie Sedmibolestné
- Židovský hřbitov
- Přírodní památka Mutěnínský lom

## Galerie

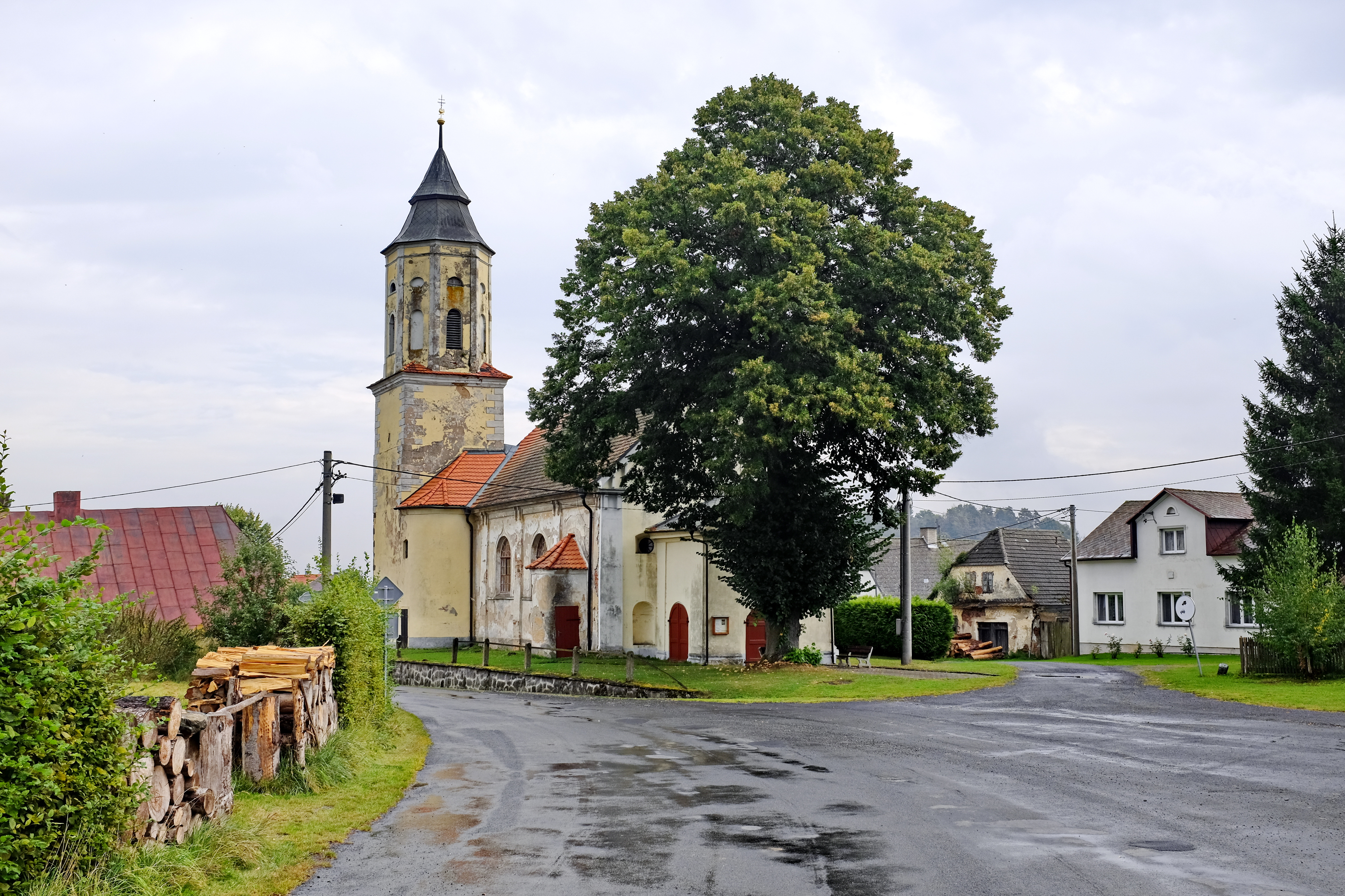
Náves
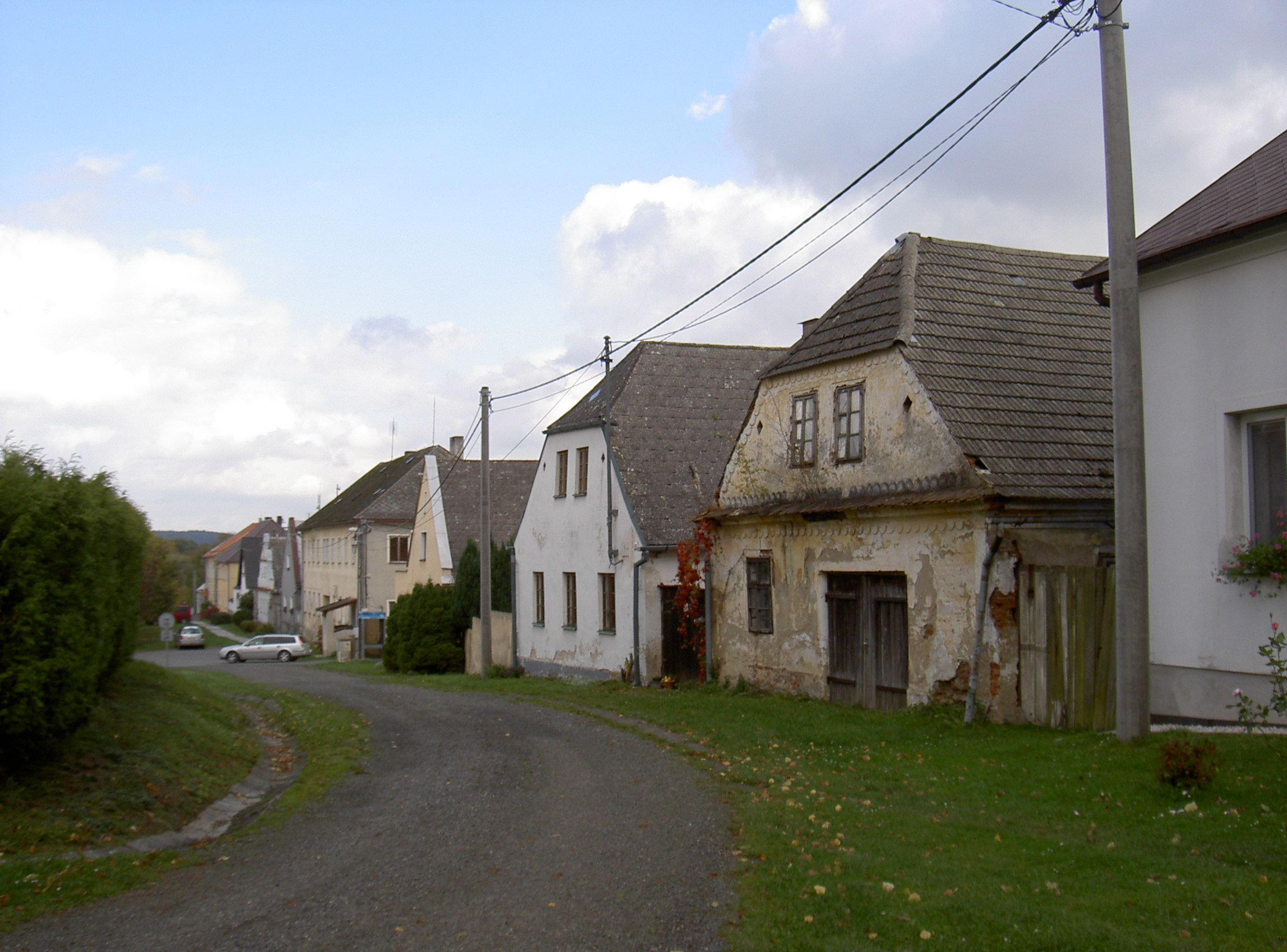
Domy na návsi
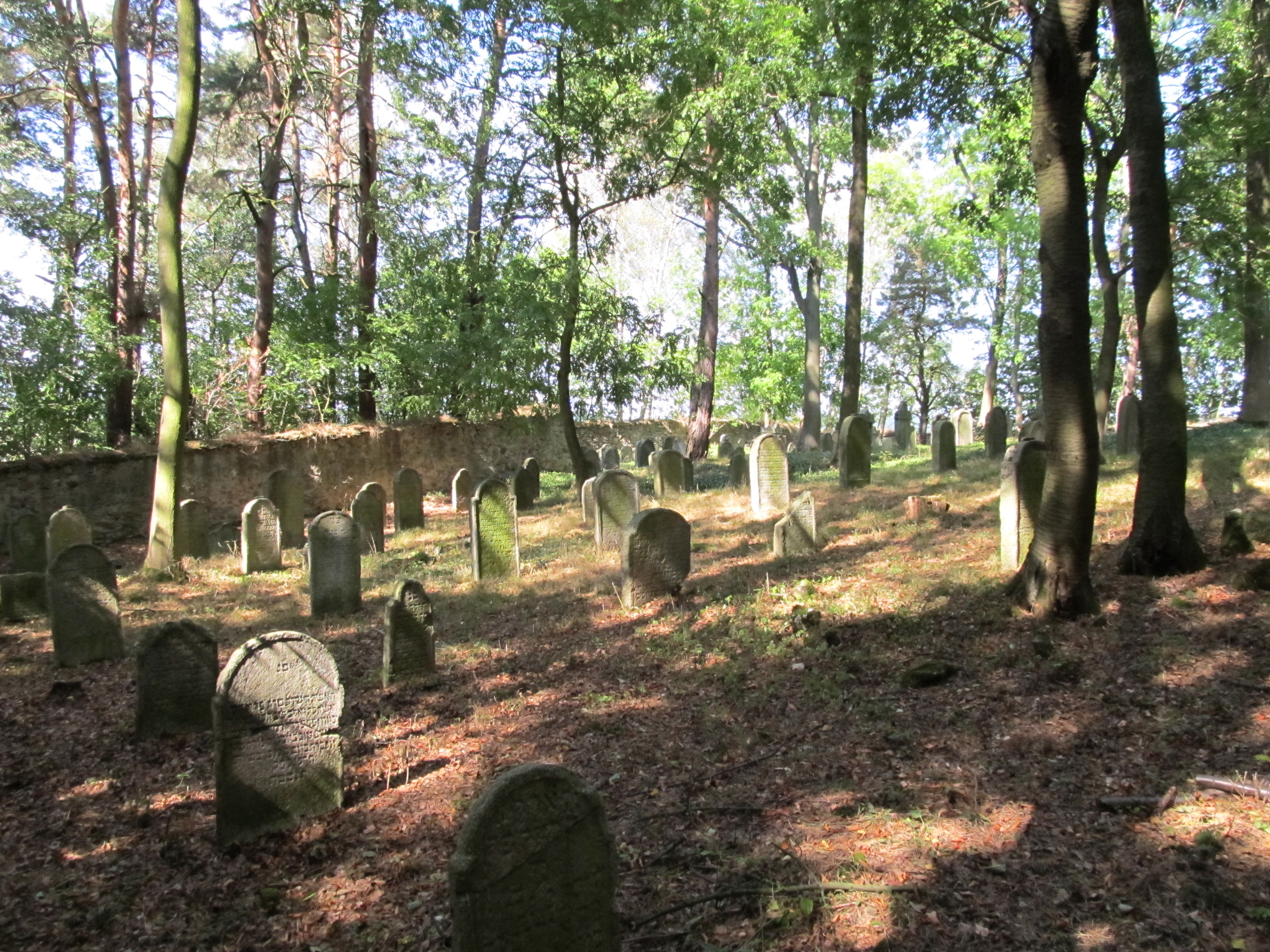
Židovský hřbitov